# Мовна галузь
Мовна галузь (також лінгвістична галузь, мовна індустрія) — сфера діяльності, у рамках якої здійснюється розробка, виробництво й маркетингова підтримка продуктів і послуг, пов'язаних з обробкою мов. До неї, серед іншого, відносять послуги з перекладу й редагування текстів, а також відповідні засоби, зокрема комп'ютеризовані (обробка природної мови).
У деяких контекстах під мовною галуззю розуміють галузь інформаційно-комунікаційних технологій, до якої відносять також інші галузі, як-от мовознавство, лексикографія, розробка програмного забезпечення, комп'ютерна (математична) лінгвістика, штучний інтелект та дизайн інтерфейсів програмного забезпечення.
Відповідно до давнього і, судячи з усього, уже застарілого підходу, мовна галузь обмежується комп'ютерною обробкою мови і є частиною галузі інформаційних технологій. За визначенням Канадської асоціації мовної галузі (Canadian Language Industry Association), цей сектор охоплює переклад (зокрема письмовий, усний, субтитрування та локалізацію), навчання мовам та мовні технології. Європейська асоціація мовної індустрії (Elia) обмежує цей сектор перекладом, локалізацією, інтернаціоналізацією та глобалізацією.
У ширшому розумінні мовна галузь — це діяльність, пов'язана з викладанням і вивченням мов.

## Послуги
Спектр послуг, які охоплює мовна галузь, досить широкий. До неї відносяться:
- Переклад
- Редагування, коректура
- Інструменти автоматизованого перекладу (так звані CAT-інструменти)
- Витягання термінології
- Локалізація
- Локалізація програмного забезпечення
- Викладання і вивчення мов
- Мовні консультації

## Розвиток
Переклад як вид діяльності існує вже принаймні кілька тисячоліть — відтоді, як людство почало торгувати. Отже, якщо враховувати усний переклад, не буде перебільшенням сказати, що мовна галузь налічує більше років, ніж навіть писемність.
Завдяки інтернету сучасна мовна галузь розвивається надзвичайно швидко. Серед галузевих досягнень — здатність обробляти великі обсяги тексту та створювати переклади багатьма мовами. Нині типовою стала ситуація, коли клієнт розраховує отримати переклад, наприклад, десятьма мовами тексту обсягом сто тисяч слів у строк лише за два тижні. Це, своєю чергою, поставило перед перекладачами, які працюють у звичний спосіб, нові питання — зокрема, керування якістю. З огляду на це ухвалено нові стандарти якості перекладу, як-от стандарт ISO 17100:2015 у Європейському Союзі (у 2015 році цей стандарт замінив старіший EN 15038), ASTM F2575-06 у Сполучених Штатах Америки та CAN CGSB 131.10-2017 у Канаді.
Іншим вирішальним фактором стала розробка засобів комп'ютерного перекладу (CAT), які використовують пам'ять перекладу, модулі для створення корпусів паралельних текстів та витягання термінології, як-от Trados Studio, memoQ, STAR Transit, Wordfast, Passolo, DejaVu, OmegaT тощо. Вони дуже популярні серед перекладачів, особливо технічних. Одним із напрямків досліджень у цій галузі є можливість досягнення повної заміни «людського» перекладу машинним.
У мовній індустрії діють компанії дуже різних розмірів, але ринок сильно фрагментований: жодна з них не домінує в глобальному масштабі. Людські ресурси в галузі перекладу також дуже різноманітні. Інтернет об'єднав професійних перекладачів, студентів, викладачів мов та професіоналів із різних дисциплін, які пропонують послуги перекладу.
Сфера перекладу й локалізації потужно розвиваються в усьому світі й генерують близько 40 млрд доларів на рік із щорічним зростанням на 5—6 %. У цьому контексті розмір галузі мовних технологій оцінюється у 29 млрд євро. За оцінками, у світі налічується близько 18 000 перекладацьких компаній і близько 330 000 професійних перекладачів. Близько 78 % професіоналів в ЄС працюють як фрилансери.

## Полеміка й суперечки
Розмір гонорарів за надання послуг — це аспект перекладацької діяльності, який викликає жваві обговорення. Численні перекладацькі агенції займаються пошуком якнайдешевшої робочої сили, через що їх звинувачують у демпінгу. Професійні асоціації перекладачів, як-от Міжнародна асоціація перекладачів конференцій (AIIC), Американська асоціація перекладачів (ATA), Міжнародна федерація перекладачів (FIT), Асоціація з глобалізації й локалізації (GALA) тощо, намагаються протидіяти цьому явищу.
Крім того, у великих перекладацьких проєктах спостерігаються такі явища, як краудсорсинг, що теж спричиняє численні суперечки і навіть критику з боку Американської асоціації перекладачів. Жваву громадську полеміку викликав, зокрема, заклик президента США Барака Обами користуватися машинним перекладом.
Сама сутність мовної індустрії як тієї царини, яка в планетарному масштабі консолідує лінгвістичні дані та керування їх обробкою, також часто опиняється під вогнем критики. Зокрема, Іспанська асоціація перекладачів, коректорів та усних перекладачів (Asetrad) засудила методи роботи компанії Lionbridge; цей випадок обговорювався на форумах перекладачів.